# 波字8604部队
波字8604部队是日本陆军南支那方面軍（華南方面軍）的防疫给水部，在抗日战争中通过人体实验秘密研究生物战和其他课题。:3071938年9月7日，第21野战防疫部在日本大阪组建。1938年10月22日，日本陆军第21军占领广州，第21野战防疫部随即进入广州，进驻国立中山大学医学院校址。1939年4月8日，该部队正式更名为波字8604部队，又称南支那防疫给水部。:3

## 历史沿革
成立于1938年9月7日，10月12日登陆广东大亚湾，10月30日抵达广州。当时，国立中山大学已奉国民政府教育部之命西迁。日军第21野战防疫部进入广州后，在国立中山大学医学院遗留校舍（现为中山大学广州校区北校园）设立总部，并将图书馆馆舍设立华南细菌战本部。该部队下设6个课，包括总务课、细菌研究课、防疫给水研究课、传染病治疗研究课、鼠疫培养和病体解剖课以及器材供应部门。此外，8604部队还占据了原设在广州北郊江村的国民党第四军野战医院和军医学校旧址，主要从事防疫、病源检验、水源侦察、收集疫情、验水、消毒检诊、净水等作业。1945年8月，日本投降后，部队解散。:223

## 组织架构
波字8604部队本部编制设置有：:6
- 总务课，负责后勤保障、人事、财务管理，课长为熊仓卫生少佐；
- 第一课负责细菌研究，课长为沟口军医少佐，下设庶务班、研究班、检验班、培养基班、消毒班和动物班，共约80人，包括将校官10人和中国劳工7人；
- 第二课从事防疫给水研究，由江口丰洁军医少佐任课长；
- 第三课负责各种传染病治疗的研究；
- 第四课从事鼠疫菌培养和病体解剖，课长为渡边军医少佐，该课设在铁丝网围起来的地下室，与外界隔绝，生活一切在内进行，地下室存放着很多用福尔马林浸泡的尸体，每天由课长进行解剖；
- 第五课是器材供应部门。

根据《华南派遣军波字第8604部队战友名簿》的卷首语，除广州本部外，还在广东各地及安徽滁州、福建省、广西省、香港九龍等地设置支部。:241939年，日军华南派遣军控制区域内，“波”8604部队设有6个支部，每个支部配备225人，由军医少佐担任支部队长。这些支部的驻地包括广西的南宁和钦州，以及广东的广州3个支部和佛山1个支部。第12野战防疫给水部的驻地位于广州北郊的西江村，原址是国民革命军第四路军野战医院和军医学校的旧址。:21

## 总部设施
该部队本部和第一课细菌检验科驻扎在国立中山大学医学院图书馆。该图书馆位于该校中心地带，共两层楼，还有地下室。部队长宿舍也设在此楼。图书馆西侧是第五课供应科及士兵宿舍，原为中山大学医学院微生物教室。图书馆东侧设有病理解剖室，据波字8604部队士兵井上睦雄证言所述，该圆形阶梯教室还有地下室，用于储存尸体和标本等。第四课专门研制细菌武器，大量生产鼠疫跳蚤和进行人体试验，则位于中山大学医学院东侧，隔着一条马路，距离部队长宿舍约500米左右，处于一块高地，即现在中山大学中山医学院附属医院的病房大楼处。该位置较为偏远，更加安全。至于第四课饲养大量老鼠和跳蚤的地点，则应位于北墙外，隔着马路的北侧小土丘上的一座三层楼房，该楼前曾挂有“波8604部队”的牌子。:7-8

## 细菌武器生产
该部队从事细菌研制工作，平时每月饲养1万只老鼠，制造鼠疫跳蚤10公斤。1944年，根据增产命令，每月生产量提高到15公斤。据佐藤俊二供认，该部队曾生产过用以攻击中国军民的致命细菌。当地居民曾发现日本军人用军车收集老鼠，一车一车活老鼠运往8604部队。原参谋本部第一部少将部长田真穰一郎的工作日志《田真日记》显示：
- 1943年4月，关东军731部队和华南8604部队的生产能力相当，都是每月能生产10公斤的鼠疫跳蚤。
- 1944年11月28日，参谋本部计划1945年各日军细菌部队总共生产300公斤鼠疫跳蚤，其中包括关东军731部队生产150公斤，华南8604部队生产10公斤。[4]

1945年6月24日，美军25至26架B-29战斗机炸毁波字8604部队的5栋老鼠饲养舍和鼠疫培养设施。

## 谋杀难民

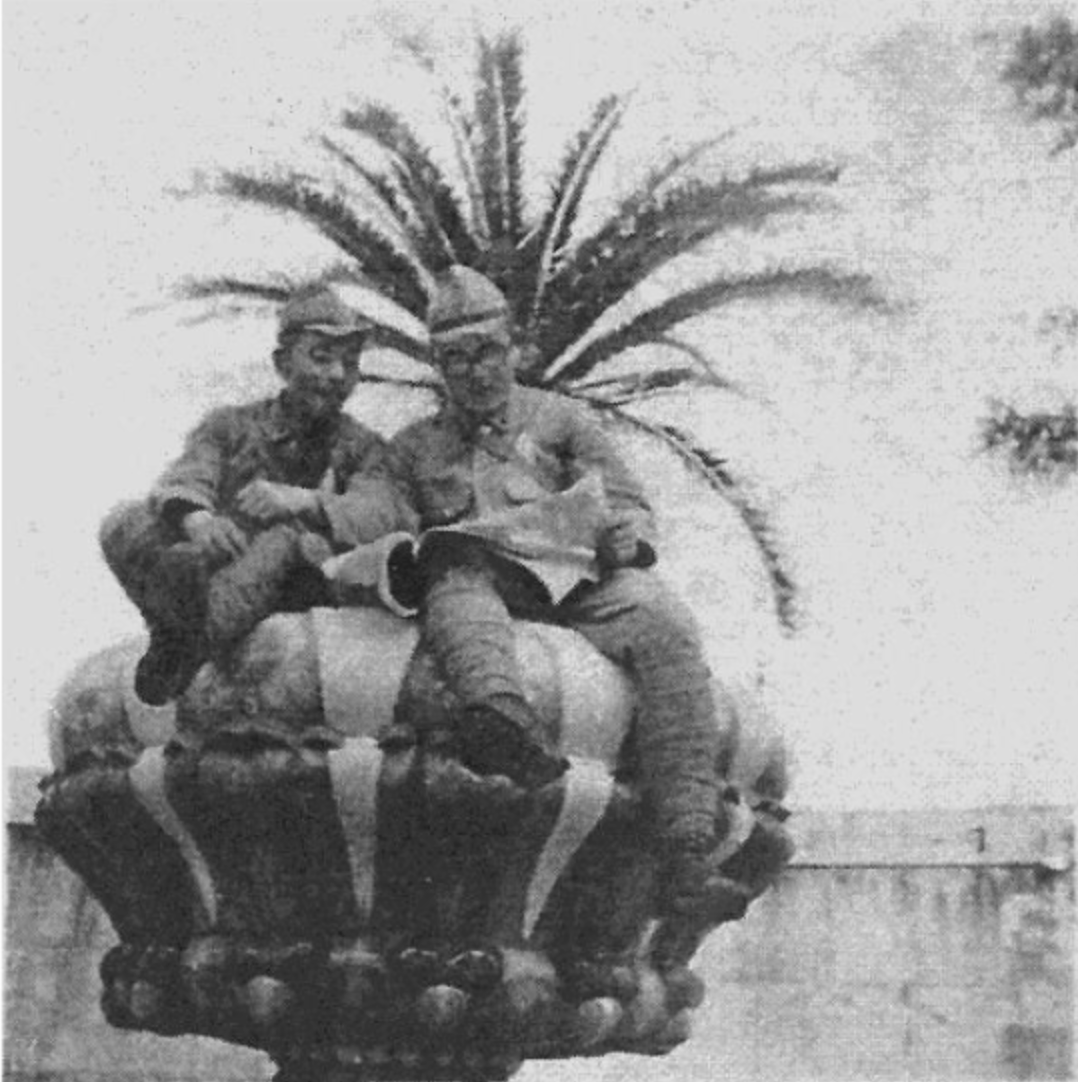
丸山茂（左）和的场守喜（右）在原广州中山公园合影

根据8604部队检验班长丸山茂回忆，1942年2月至5月，日军入侵香港，导致大量香港难民被迫离开市区，沿着珠江向上游涌入广州。他们中的大多数被关押在广州南石头难民收容所，遭受了惨无人道的细菌战。日军派飞机从东京军医学校运来肠炎沙门氏菌（副伤寒菌），指示的场守喜等人将其投放到食物中。难民在不知情的情况下摄入了这些细菌。沙门氏菌具有很高的死亡率，随之陆续出现了死亡案例。

### 悼念
1995年7月24日，丸山茂受一家日本电视摄制组的邀请来到广州，在现场指认并拍摄了当年中山大学医学院、南石头难民收容所等多处细菌部队的遗址。同年11月5日，年过八旬、曾接受心脏搭桥手术的丸山茂特地前来祭奠“粤港难民之墓”，这座墓地是由沙东迅倡议并由广州造纸厂资助竖立的。他在墓前献上了2450只日本少年儿童手工折叠的彩色纸鹤。